# Parque nacional Insurgente Miguel Hidalgo y Costilla
El Parque Nacional Insurgente Miguel Hidalgo y Costilla conocido popularmente como La Marquesa se encuentra en la Alcaldía Cuajimalpa de Morelos en la Ciudad de México y los municipios de Ocoyoacac , Huixquilucan y Lerma en el estado de México, establecido por Decreto Presidencial el 9 de septiembre de 1936, con una extensión de 1,760 hectáreas, 1,602 de ellas en el estado de México. Administrado bajo PROBOSQUE y el SINAP (Sistema Nacional de Áreas Naturales Protegidas). Este parque sirve como refugio y lugar de esparcimiento de fin de semana de los habitantes de las ciudades de Toluca y Ciudad de México.

## Historia
Los primeros pobladores sedentarios fueron teotihuacanos, que se asentaron principalmente en Tlaxcopan (sobre la tierra amarilla) hacia 650 D.C. Reciben la influencia cultural de los teotihuacanos. Tlaxcopan queda deshabitado hacia 650.  Hacia el año 1450 los Tepanecas se refugian en la zona y en la cercana Cuajimalpa luego de su derrota frente a las fuerzas unidas de Texcoco y México-Tenochtitlan, pero en 1476 bajo el Huey Tlatoani mexica Axayácatl sobre la base de la Triple Alianza inicia la conquista de la zona, sometiendo los mexica los pueblos matlatzincas y otros tepanecas como Atlapulco, Xalatlaco, Tepexoyuca y Ocoyoacac, la zona queda como vasalla de Tlacopan (Tacuba).
Durante la conquista española, grupos tepanecas se unen a los hispanos y como aliados suyos participan en el asedio de México-Tenochtitlan. En seguida el cacique de Ocoyoacac alienta a Hernán Cortés para conquistar el Valle del Matlatzinga, campaña en la que intervienen como aliados y por lo cual es nombrado gobernador de la zona el cacique Martin Chimaltécatl de Ocoyoacac .
Pasada la conquista, la zona es otorgada a Hernán Cortés como parte del Marquesado del Valle de Oaxaca En 1532 Cortés otorga a Juana de Zúñiga la dispensa para fundar una hacienda en los llanos de Salazar. Esta hacienda se nombra de dos maneras en los textos antiguos, La Marquesa o Las Cruces. Por la importancia del camino entre la Ciudad de México y Toluca se manda abrir el camino real hacia 1573, el cual es el primer camino de peaje del país. El peaje se pagaba en el Contadero de Cuajimalpa, a la entrada del valle de México, y en el Valle de Toluca se pagaba al entrar al pueblo de Lerma. Este mismo camino fue reparado entre 1793 y 1795 por el ingeniero militar Manuel Agustín Mascaró. El escultor Manuel Tolsá y Sarrión diseña para estas obras el obelisco del monte de Las Cruces que serviría para marcar el límite entre las demarcaciones de Coyoacán y Lerma.
El 30 de octubre de 1810 en los llanos La Marquesa y frente a una fábrica de aguardiente (cola de pato) se llevó a cabo la Batalla del Monte de las Cruces entre las huestes insurgentes del sacerdote Miguel Hidalgo y las fuerzas novohispanas del general Torcuato Trujillo. De la acción salen victoriosos los insurgentes y avanza el grueso de sus tropas hasta el pueblo de San Pedro Cuajimalpa donde permanecen casi un mes, para luego retirarse sin tomar la Ciudad de México. (Los Jefes insurgentes no deseaban que en la capital se repitieran las violencias, saqueos y destrucciones que había sufrido la ciudad de Guanajuato).
Sobre la base de la Constitución Española de 1812 se realizan las primeras elecciones municipales en Ocoyoacac el año de 1820. Pero solo hasta el año de 1826 es erigido el primer cuerpo municipal constitucional de Ocoyoacac bajo las leyes de los Estados Unidos Mexicanos.
Es hacia la década de 1850 que se instala una fábrica de vidrio en La Marquesa la cual funcionó por muchos años,  fue la primera fábrica de vidrio soplado de la América Latina que le llegó a producir envases de vidrio a la cervecería de Toluca y a la refresquera Sidral Mundet, por lo que también inauguró la instalación de plantas industriales en la zona y en especial el corredor México-Toluca.
Es hacia 1852 que el Círculo Patriótico de Ocoyoacac logra los fondos para construir el obelisco conmemorativo de la Batalla del Monte de las Cruces en base al diseño de Manuel Tolsá, aunque ese año en junio 15 y luego 23 son detenidos y ejecutados los generales federales Santos Degollado y Leandro Valle respectivamente en los llanos de La Marquesa y en Las Cruces.
Durante la revolución el movimiento zapatista fue el más activo en la zona por lo que los hubo destacamentos y cuarteles en los pueblos de Los Chirinos, Río Hondito, Atlapulco, La Marquesa y Las Cruces. De estas las acciones más fuertes fueron las de 26 de noviembre de 1915 donde los generales zapatistas Lucio Blanco y Miguel Martínez Carmona incendiaron y desaparecieron la hacienda de La Marquesa. Además de los ataques a las guarniciones constitucionalistas ubicadas en los pueblos de San Pedro Cuajimalpa y San Pablo Chimalpa donde aún queda el recuerdo de las atrocidades realizadas a la población por parte de los zapatistas.

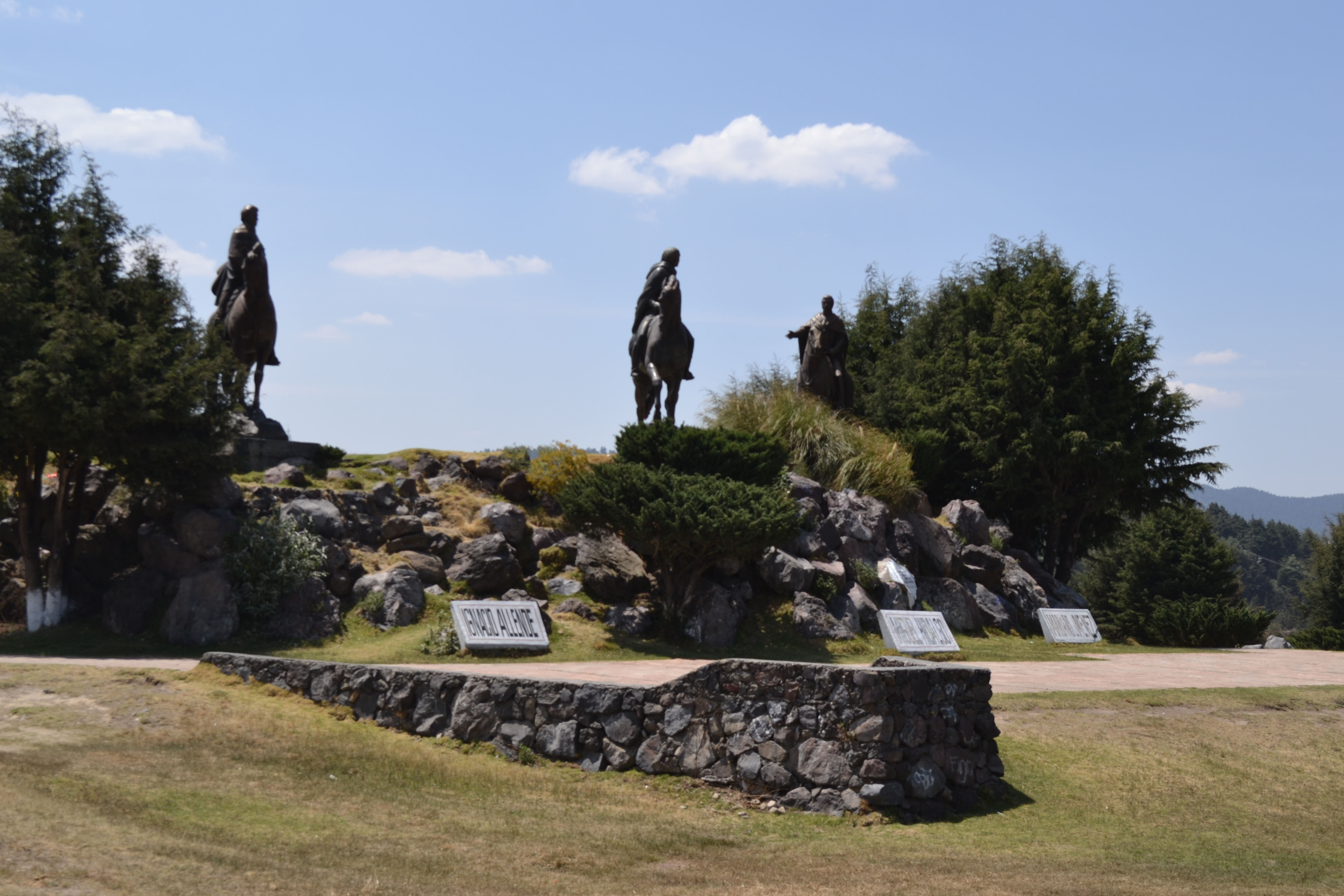
Batalla del Monte de la Cruces

Es hasta el año de 1936 que el presidente Lázaro Cárdenas emite el decreto por el cual La Marquesa es declarado parque nacional iniciando las obras de construcción del Zarco, el 30 de octubre de 1979 el entonces presidente José López Portillo develó las esculturas ecuestres monumentales de La Marquesa, mientras el 15 de septiembre de 1982 el presidente municipal y el cuerpo del ayuntamiento de Ocoyoacac develaron una placa en celebración del 450.° aniversario de la fundación de La Marquesa.
En 1995 por los conflictos limítrofes entre la zona habitada del parque y el pueblo de San Jerónimo Acazulco, el gobierno federal emite una serie de disposiciones para regularizar la tenencia de la tierra en el pueblo de La Marquesa y San Jerónimo Acazulco, cuyas medidas aún continúan sin aplicarse del todo. En un tenor similar en 1998 por el crecimiento de la mancha urbana tanto del lado de la Ciudad de México como de Toluca que empieza a ejercer presión para la urbanización de los parques nacionales del Desierto de los Leones y La Marquesa, se crea el programa  “Estrategia Horizonte Central” que contempla abarcar un área mayor a la de los parques nacionales, como son las áreas de Los llanos de Salazar, el Portezuelo y Río Hondito en el estado de México y la Reserva Forestal de la Venta en el Distrito Federal, cuyo primer triunfo fue frustrar el plan urbanizador denominado “Inmobiliaria Reforma La Marquesa” ; Ese mismo año inicia el conflicto entre comuneros de Acazulco contra los de Atlapulco por la posesión de 1,100 hectáreas al pertenecer a la desaparecida hacienda de La Marquesa son reclamadas por ambos grupos como parte de sus propiedades comunales.

## Atractivo turístico

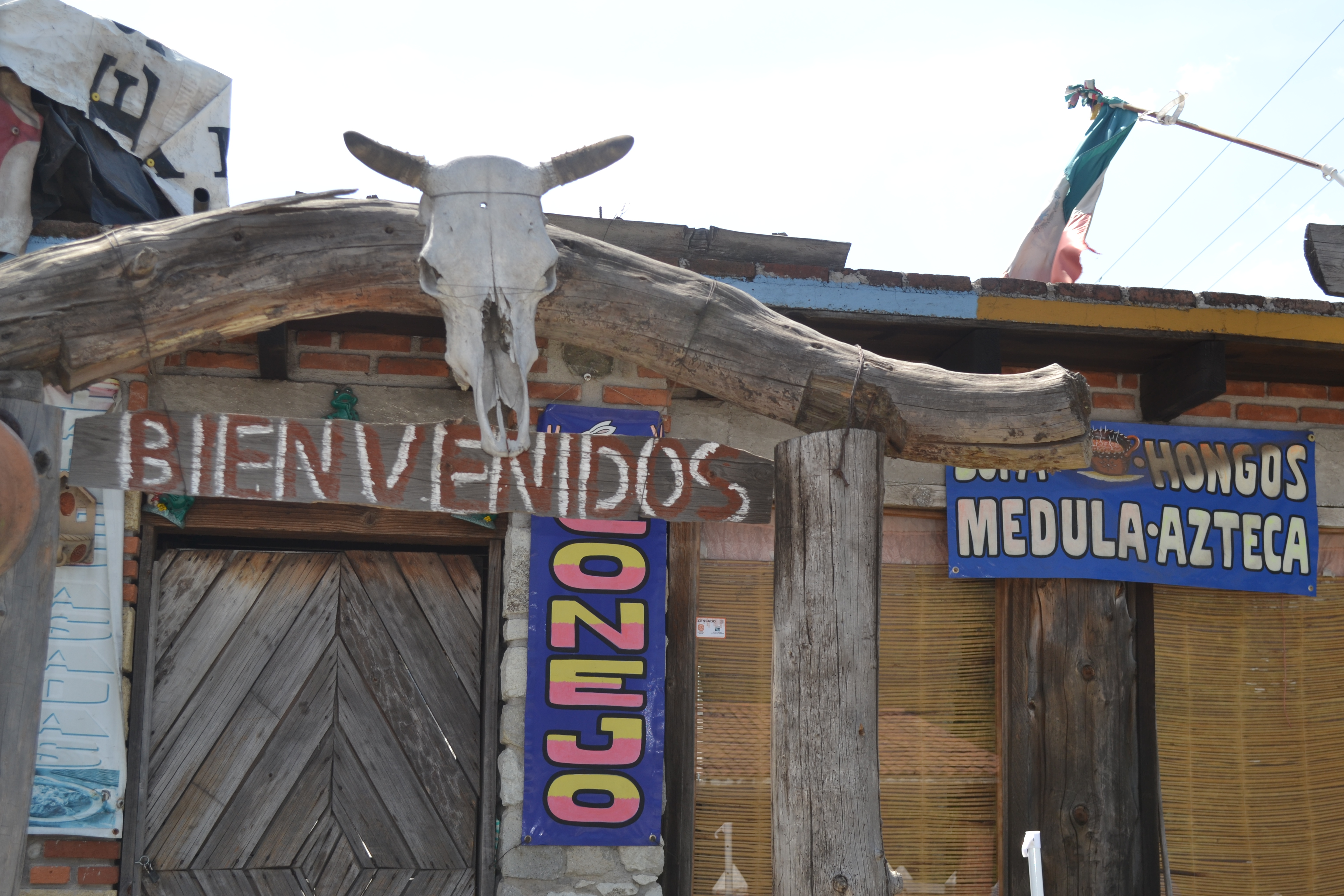
Entrada a restaurante de quesadillas y truchas

Al encontrarse en la sierra que divide los valles de México y Toluca y compartir frontera con el parque nacional Desierto de los Leones, cuenta con varios atractivos naturales como es un bosque de coníferas de gran altura, por lo cual crecen gran cantidad de plantas todo el año, con una gran presencia de fauna natural aunque recelosa ante la presencia humana, por lo que solo se le pueden ver en los parajes más lejanos del parque, como son los cerros cercanos a San Miguel donde hace frontera con el Desierto de los Leones.

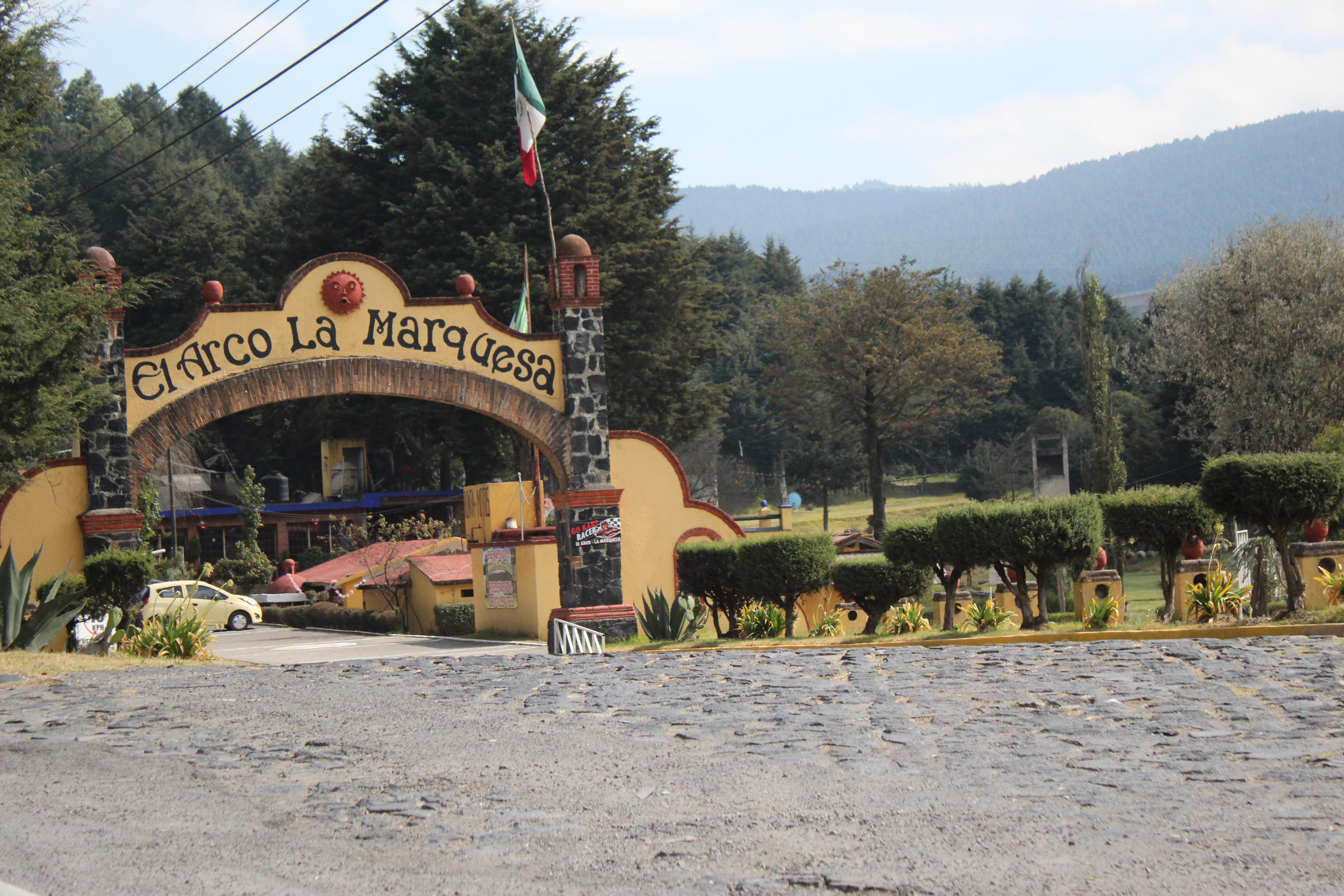
Entrada al centro ecoturístico El Arco

En este paraje se encuentra la Estación Piscícola "El Zarco", cuyo edificio data de la época colonial y formó parte de la hacienda de La Marquesa, el cual sirve como escuela para la educación de jóvenes y público interesado en la cría de peces, en la cual ha tenido éxito, en especial en la cría de trucha la cual es criada en la estación para luego ser vendida a varios restaurantes locales donde se les coloca en estanques para que los comensales pasen un rato pescando su comida en compañía de sus hijos.
Como actividades paralelas están las de restaurantes especializados en antojitos mexicanos, truchas a la plancha o a la parrilla, sopas de hongo, medula, etc. En algunos lugares con venta de pulque y especialidades como gusano de maguey. Adicionalmente están las actividades de monta a caballo con paseos por el parque, renta de cuatrimotos para el recorrido en circuitos cerrados, bicicleta de montaña, montañismo básico, actividades de campismo durante el día o la noche.

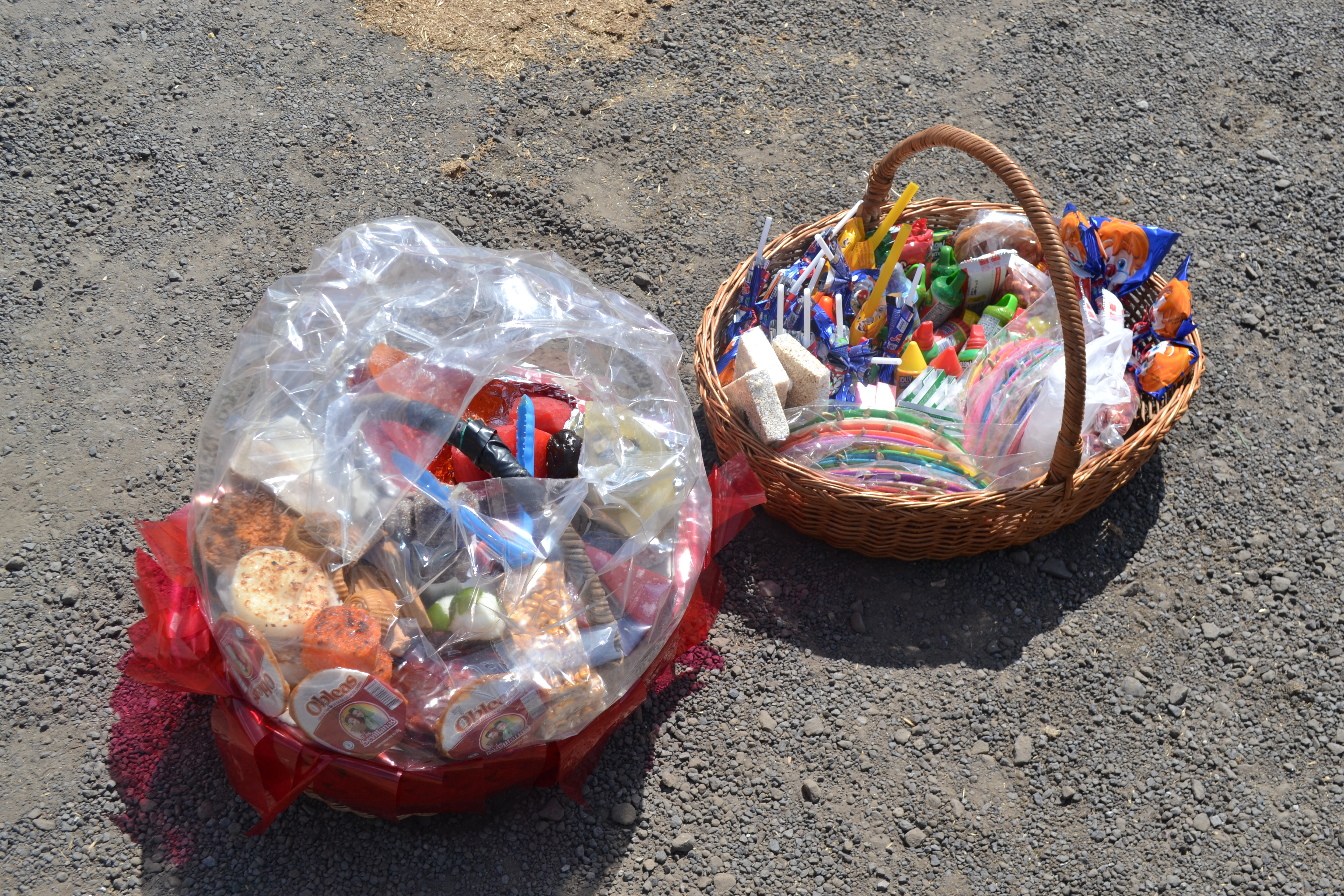
Canastas de venta de dulces

## Aspectos físicos

### Ubicación
Se ubica sobre la carretera libre (N.º 15) y la autopista de cuota (N.º 55) México – Toluca en el kilómetro 56, estas carreteras lo atraviesan y hacen fácil su acceso desde cualquier ciudad, por lo mismo es constantemente el flujo de transporte público por las vialidades, siendo la línea Flecha Roja la más habitual, aunque existen dos rutas urbanas que la atraviesan, la 76 que sale de la estación del Metro Chapultepec y la 4 que sale de la estación del Metro Tacubaya. En el pueblo además existe una base de taxis del estado de México.

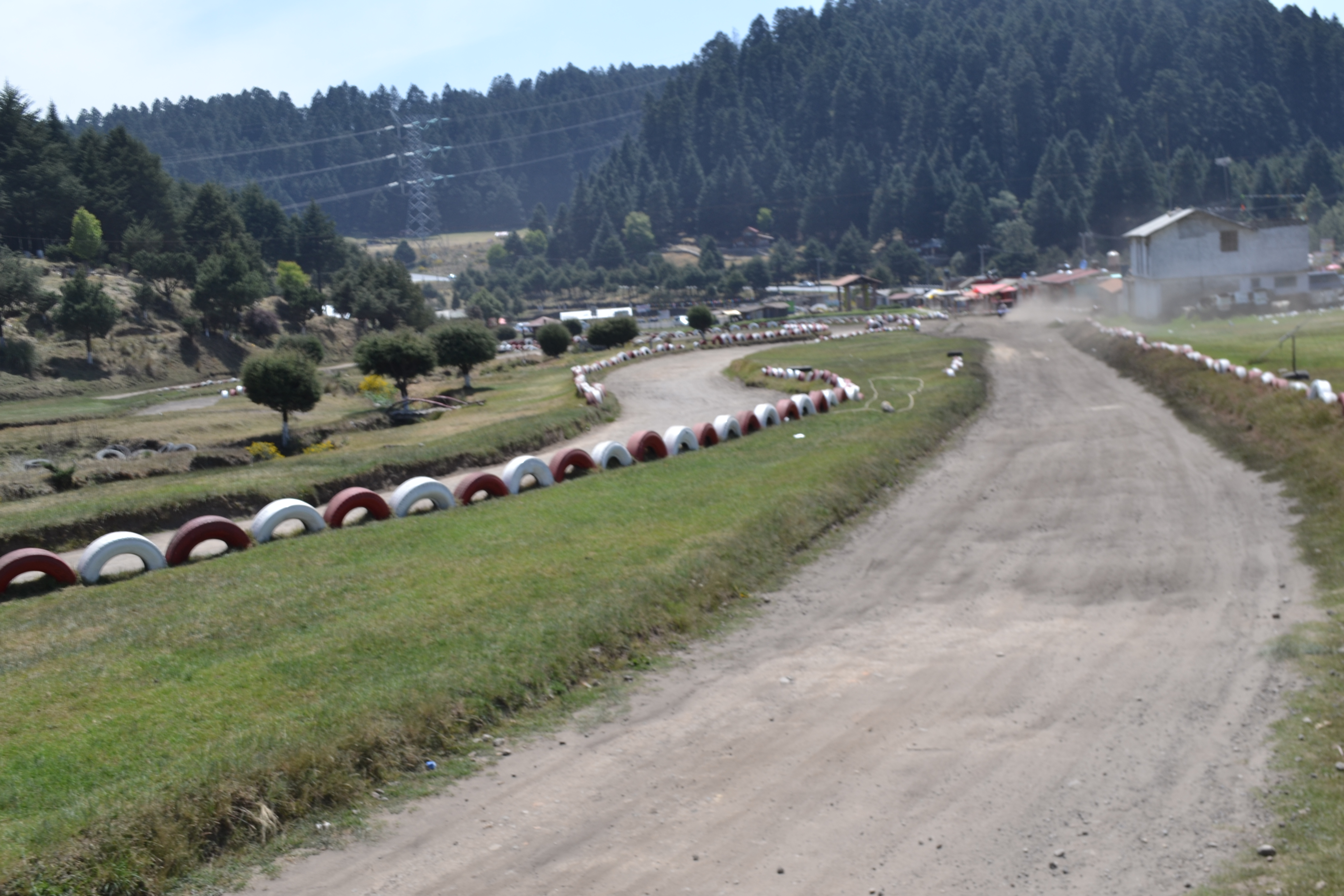
El camino en la Marquesa

### Orografía
El parque se extiende por un área de 1,760 hectáreas y se extiende por el Valle del Silencio, Valle de las Monjas, Valle de la Amistad, Valle del Conejo y Valle de Salazar. Sus mayores cimas son Las Peñas Barrón, el Tepehuisco, Tres Peñas, Las Palmas y Peña Torcida, que son muy usadas para prácticas de alpinismo y rapel. Ubicada al poniente de la Sierra del Monte de las Cruces presenta varios parajes, miradores y tupidos bosques, desde los cuales en días despejados y con poca contaminación sobre las ciudades de México y Toluca se puede apreciar ambos valles.

### Hidrografía
Está cruzado por varios riachuelos los cuales nacen en peñas, a las cuales se puede llegar y disfrutar de aguas claras y muy frías, hacia el norte del parque se presentan algunos de los nacimientos de agua que inician a dar forma a la cuenca del Lerma, la cual dota de agua en forma natural al lago de Chapala en el estado de Jalisco y de forma artificial por el Sistema Cutzamala a Ciudad de México.

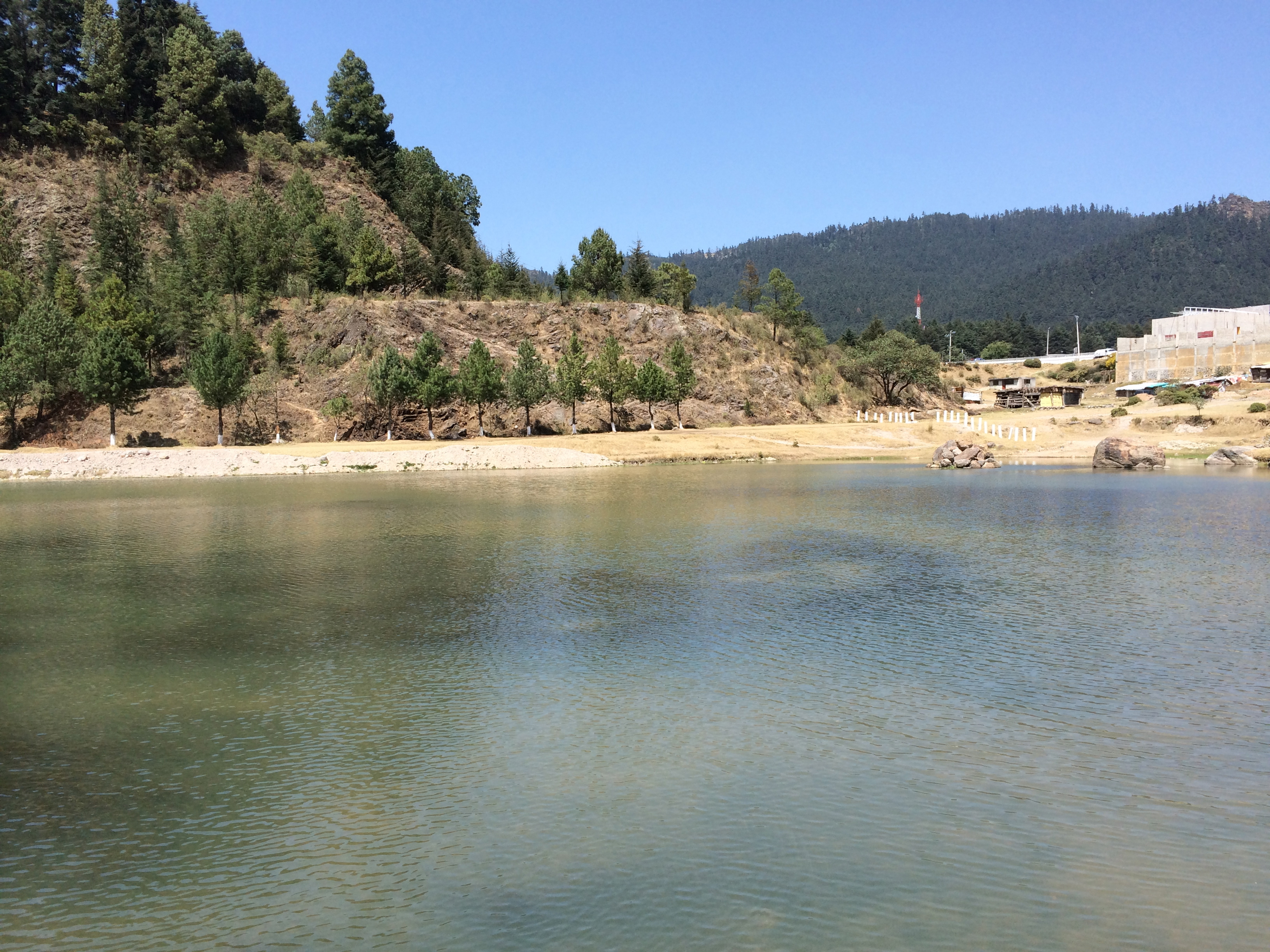
Lago de la Marquesa

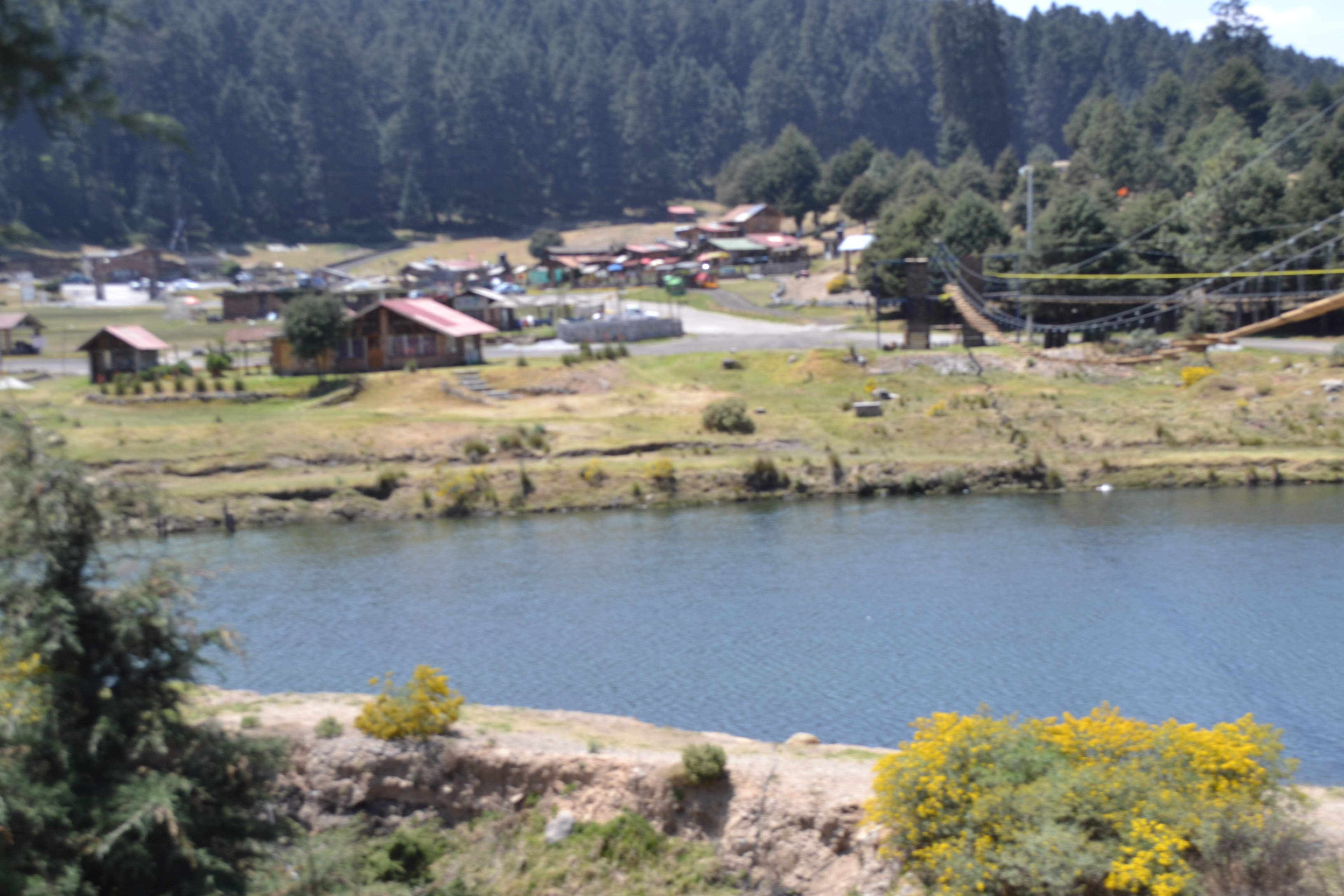
Vista del lago

### Clima
El parque se encuentra a unos 2,800 m.s.n.m. en sus partes más bajas y unos 3,000 m s. n. m.  en sus cimas más elevadas, su clima es semifrío-subhumedo por lo que es común que se presenten nevadas los meses de diciembre, enero y febrero. Con lluvias en verano y temperaturas extremas de 25 °C a -2 °C, durante todo el año y una media de 12 °C.
| Parámetros climáticos promedio de Ocoyoacac, Estado de México (La Marquesa) | Parámetros climáticos promedio de Ocoyoacac, Estado de México (La Marquesa) | Parámetros climáticos promedio de Ocoyoacac, Estado de México (La Marquesa) | Parámetros climáticos promedio de Ocoyoacac, Estado de México (La Marquesa) | Parámetros climáticos promedio de Ocoyoacac, Estado de México (La Marquesa) | Parámetros climáticos promedio de Ocoyoacac, Estado de México (La Marquesa) | Parámetros climáticos promedio de Ocoyoacac, Estado de México (La Marquesa) | Parámetros climáticos promedio de Ocoyoacac, Estado de México (La Marquesa) | Parámetros climáticos promedio de Ocoyoacac, Estado de México (La Marquesa) | Parámetros climáticos promedio de Ocoyoacac, Estado de México (La Marquesa) | Parámetros climáticos promedio de Ocoyoacac, Estado de México (La Marquesa) | Parámetros climáticos promedio de Ocoyoacac, Estado de México (La Marquesa) | Parámetros climáticos promedio de Ocoyoacac, Estado de México (La Marquesa) | Parámetros climáticos promedio de Ocoyoacac, Estado de México (La Marquesa) |
| Mes                                                                         | Ene.                                                                        | Feb.                                                                        | Mar.                                                                        | Abr.                                                                        | May.                                                                        | Jun.                                                                        | Jul.                                                                        | Ago.                                                                        | Sep.                                                                        | Oct.                                                                        | Nov.                                                                        | Dic.                                                                        | Anual                                                                       |
| --------------------------------------------------------------------------- | --------------------------------------------------------------------------- | --------------------------------------------------------------------------- | --------------------------------------------------------------------------- | --------------------------------------------------------------------------- | --------------------------------------------------------------------------- | --------------------------------------------------------------------------- | --------------------------------------------------------------------------- | --------------------------------------------------------------------------- | --------------------------------------------------------------------------- | --------------------------------------------------------------------------- | --------------------------------------------------------------------------- | --------------------------------------------------------------------------- | --------------------------------------------------------------------------- |
| Temp. máx. abs. (°C)                                                        | 20.3                                                                        | 23.0                                                                        | 29.6                                                                        | 26.2                                                                        | 28.0                                                                        | 26.0                                                                        | 30.0                                                                        | 22.0                                                                        | 24.4                                                                        | 27.0                                                                        | 23.0                                                                        | 21.3                                                                        | 30.0                                                                        |
| Temp. máx. media (°C)                                                       | 16.0                                                                        | 17.6                                                                        | 18.9                                                                        | 20.0                                                                        | 20.0                                                                        | 18.1                                                                        | 16.8                                                                        | 17.0                                                                        | 16.5                                                                        | 16.6                                                                        | 16.1                                                                        | 15.6                                                                        | 17.4                                                                        |
| Temp. media (°C)                                                            | 6.7                                                                         | 8.3                                                                         | 9.3                                                                         | 10.9                                                                        | 11.6                                                                        | 11.6                                                                        | 10.9                                                                        | 11.1                                                                        | 10.9                                                                        | 10.1                                                                        | 8.5                                                                         | 6.8                                                                         | 9.7                                                                         |
| Temp. mín. media (°C)                                                       | -2.7                                                                        | -1.0                                                                        | -0.3                                                                        | 1.7                                                                         | 3.2                                                                         | 5.1                                                                         | 5.0                                                                         | 5.1                                                                         | 5.3                                                                         | 3.6                                                                         | 0.9                                                                         | -1.9                                                                        | 2.0                                                                         |
| Temp. mín. abs. (°C)                                                        | -9.8                                                                        | -9.3                                                                        | -10.2                                                                       | -5.2                                                                        | -4.0                                                                        | -4.0                                                                        | -4.0                                                                        | -4.0                                                                        | -5.0                                                                        | -7.4                                                                        | -7.8                                                                        | -10.5                                                                       | -10.5                                                                       |
| Precipitación total (mm)                                                    | 15.6                                                                        | 15.2                                                                        | 22.6                                                                        | 49.7                                                                        | 96.7                                                                        | 216.5                                                                       | 285.3                                                                       | 305.7                                                                       | 249.6                                                                       | 139.7                                                                       | 47.0                                                                        | 10.6                                                                        | 1454.2                                                                      |
| Días de precipitaciones (≥ 1 mm)                                            | 3.1                                                                         | 3.0                                                                         | 5.1                                                                         | 8.1                                                                         | 14.4                                                                        | 20.4                                                                        | 26.7                                                                        | 26.1                                                                        | 23.6                                                                        | 15.8                                                                        | 7.1                                                                         | 1.7                                                                         | 155.1                                                                       |
| Fuente: Instituto Meteorológico Nacional                                    |                                                                             |                                                                             |                                                                             |                                                                             |                                                                             |                                                                             |                                                                             |                                                                             |                                                                             |                                                                             |                                                                             |                                                                             |                                                                             |

## Biodiversidad
De acuerdo al Sistema Nacional de Información sobre Biodiversidad de la Comisión Nacional para el Conocimiento y Uso de la Biodiversidad (CONABIO) en el Parque Nacional Insurgente Miguel Hidalgo y Costilla habitan más de 630 especies de plantas y animales de las cuales 39 se encuentra dentro de alguna categoría de riesgo de la Norma Oficial Mexicana NOM-059  y 24 son exóticas,

### Fauna
La fauna del parque está constituida por especies de mamíferos como el conejo castellano (Sylvilagus cunicularis), la ardilla (Sciurus nelsoni), el oposum o tlacuache (Didelphis sp), el ratón ocotero (Peromyscus hylocetes) y el murciélago narigudo (Corynorhynus mexicanus).

### Flora
La vegetación del lugar está constituida por bosques de coníferas y pastizales de alta montaña, oyameles, cedros y encinos sobre otros.

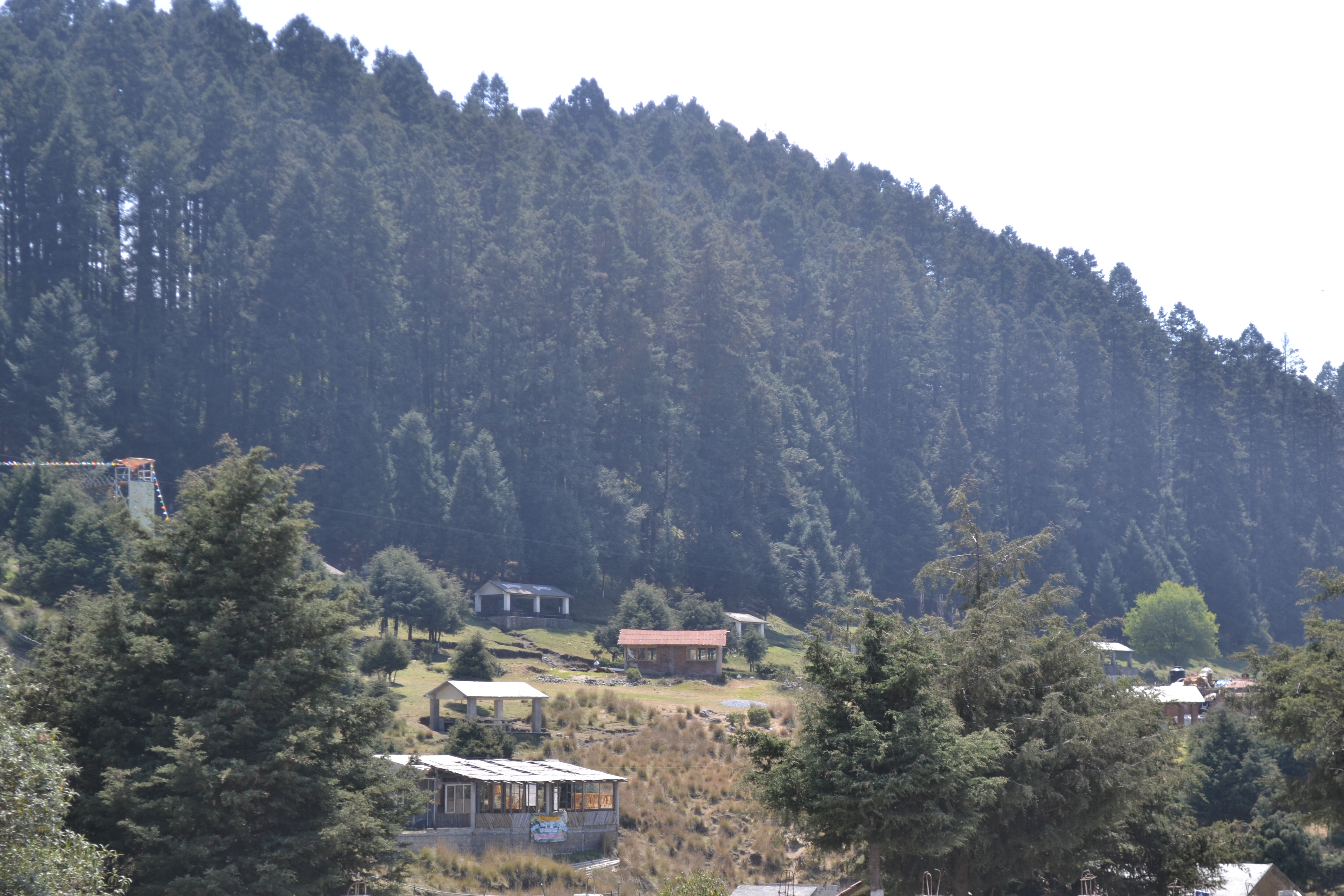
El hermoso paisaje

## Problemática ecológica
Al ser una zona ubicada entre dos de las urbes con mayor crecimiento en el país, recientemente las intenciones de urbanización por parte de lugareños e inversionistas foráneos han amenazado la preservación del parque nacional. Dichos inversionistas han presionado para logar ubicar zonas residenciales en las inmediaciones del Parque, buscando así ofrecer espacios habitacionales en una zona que se caracteriza por tener baja contaminación atmosférica, numerosas fuentes de agua, así como buenas vías de comunicación con centros de trabajo importantes, tales como el Paseo Tollocan y Santa Fe. 
En cuanto a la contaminación ambiental está el problema de la ciudad de Toluca, la cual se halla en el mismo valle y emite su contaminación a la zona.
La introducción de animales domésticos como la manada de toros, reduce sino que elimina el habita de especies mayores como el venado y de menores como el armadillo cuyas madrigueras son destruidas por el peso de los vacunos, la entrada de perros de los ranchos que se están formando en los montes, la extracción de lajas y la tala de árboles son otro problema ya que deja pocas áreas libre para el crecimiento del alimento natural sin mencionar la contaminación que atrae.
En la zona de llanos la deforestación es palpable por el uso del suelo en actividades como pistas para carreras de motos o el simple paso de vehículos, sin mencionar la proliferación de restaurantes y cabañas para vivir o rentar, que los comuneros hacen.